# Fiona Crombie
Fiona Crombie é uma diretora de arte britânica conhecida por trabalhar em Macbeth (2015) e na série Top of the Lake (2013). Como reconhecimento, foi nomeada ao Óscar 2019 na categoria de Melhro Direção de Arte por The Favourite (2018).